# Thwaitesia
Genre
Synonymes
- Topo Exline, 1950

Thwaitesia est un genre d'araignées aranéomorphes de la famille des Theridiidae.

## Distribution
Les espèces de ce genre se rencontrent en Amérique, en Asie, en Afrique et en Océanie.

## Liste des espèces
Selon World Spider Catalog (version 24, 14/04/2023) :
- Thwaitesia affinis O. Pickard-Cambridge, 1882
- Thwaitesia algerica Simon, 1895
- Thwaitesia argentata Thorell, 1890
- Thwaitesia argenteoguttata (Tullgren, 1910)
- Thwaitesia argenteosquamata (Lenz, 1891)
- Thwaitesia argentiopunctata (Rainbow, 1916)
- Thwaitesia bracteata (Exline, 1950)
- Thwaitesia dangensis Patel & Patel, 1972
- Thwaitesia glabicauda Zhu, 1998
- Thwaitesia inaurata (Vinson, 1863)
- Thwaitesia margaritifera O. Pickard-Cambridge, 1881
- Thwaitesia meruensis (Tullgren, 1910)
- Thwaitesia nigrimaculata Song, Zhang & Zhu, 2006
- Thwaitesia nigronodosa (Rainbow, 1912)
- Thwaitesia phoenicolegna Thorell, 1895
- Thwaitesia pulcherrima Butler, 1883
- Thwaitesia rhomboidalis Simon, 1903
- Thwaitesia scintillans Kulczyński, 1911
- Thwaitesia simoni (Keyserling, 1884)
- Thwaitesia spinicauda Thorell, 1895
- Thwaitesia splendida Keyserling, 1884
- Thwaitesia turbinata Simon, 1903

## Systématique et taxinomie
Ce genre a été décrit par O. Pickard-Cambridge en 1881 dans les Theridiidae.
Topo a été placé en synonymie par Levi et Levi en 1962.

## Étymologie
Ce genre est nommé en l'honneur de George Henry Kendrick Thwaites.

## Publication originale
- O. Pickard-Cambridge, 1881 : On some new genera and species of Araneidea. Proceedings of the Zoological Society of London, vol. 1881, p. 765-775 (texte intégral).